# 김제 금산사 당간지주
김제 금산사 당간지주(金堤 金山寺 幢竿支柱)는 대한민국 전북특별자치도 김제시 금산면 금산리 28-3에 있는 남북국 시대의 당간지주이다. 1963년 1월 21일 대한민국의 보물 제28호로 지정되었다.

## 개요
절에 행사가 있을 때 절 입구에 당(幢)이라는 깃발을 달아두는데 이 깃발을 달아두는 장대를 당간(幢竿)이라 하며, 장대를 양쪽에서 지탱해 주는 두 돌기둥을 당간지주라 한다.
금산사 경내에 있는 이 당간지주는 높이 3.5m로 양쪽 지주가 남북으로 마주보고 서 있다. 지주의 기단은 한 층인데, 잘 다듬은 6장의 길쭉한 돌로 바닥을 두고, 그 위를 두 장의 돌을 붙여서 마무리했다. 기단 위로는 당간을 세우는 받침을 지주 사이에 둥근 형태로 조각하였고, 받침 주변에는 괴임을 새겨두었을 뿐 별다른 꾸밈은 없다. 양쪽 지주의 안쪽 면에는 아무런 조각도 없는 반면에, 바깥면에는 가장자리를 따라 세로띠를 돋을새김하였다. 지주의 꼭대기부분은 안쪽 면에서 바깥쪽 면으로 떨어지는 선을 둥글게 깎았다. 당간을 고정시키기 위한 구멍은 각각 지주의 위·중간·아래의 3곳에 뚫었다. 이처럼 구멍을 3곳에 두는 것은 통일신라시대의 양식적 특징으로, 경주 보문사지 (慶州) 당간지주(普門寺址)(보물 제123호), 익산 (益山) 미륵사지 (彌勒寺址) 당간지주(보물 제236호)에서도 볼 수 있다.
기단부와 당간받침을 완전하게 갖추고 있는 작품으로, 지주의 면에 새겨진 조각수법이 훌륭하다. 우리나라 당간지주 중에서도 가장 완성된 형식을 갖추고 있으며, 남북국 시대 신라의 전성기라고 할 수 있는 8세기 후반에 세워진 것으로 보인다.

## 같이 보기
- 금산사 (金山寺)

## 참고 자료
- 김제 금산사 당간지주 - 국가유산청 국가유산포털